# Cylisticoides angulatus
Cylisticoides angulatus là một loài giáp xác thuộc phân bộ Oniscidea. Loài này được miêu tả khoa học năm 2003 bởi Schmalfuss.